# Heminothrus tenuiclava
Heminothrus tenuiclava är en kvalsterart som först beskrevs av Hammer 1966.  Heminothrus tenuiclava ingår i släktet Heminothrus och familjen Camisiidae. Inga underarter finns listade i Catalogue of Life.